# Mayte Vieta
Mayte Vieta (Blanes, 1971) és una artista catalana. És coneguda per utilitzar fotografies de gran format que il·lustren les seves instal·lacions. El seu treball pretén portar l'espectador a multitud espais onírics carregats de força atmosfèrica, d'una forta càrrega simbòlica i sensible.

## Biografia
Va estudiar pintura i escultura a l'Escola Massana de Barcelona, tot i que des dels seus inicis va incorporar la fotografia als seus treballs. Ha fet nombroses exposicions a diverses ciutats europees. Té obra a col·leccions com la Fundació Vila Casas, Rafael Tous, Fundación Banesto, ARTIUM, Generalitat de Catalunya

## Obra artística
Mayte Vieta va començar pintant, ja que era una tècnica que podia practicar sense necessitat d'un espai fora de casa. D'ençà que estudiava a l'Escola Massana va mostrar un gran interès per l'escultura així que finalment es va decantar pel treball escultòric. Amb el temps aquesta última disciplina es va anar fusionant amb la fotografia i durant anys va experimentar amb el material fotogràfic. En aquest àmbit realitza principalment dos tipus d'imatges; les panoràmiques amb horitzons infinits del mar o simplement paisatges, i les de cossos femenins nus submergits en el mar. Totes dues posseeixen una particular evocació, per tant, no existeix cap diferència entre elles, ja que ambdues porten una forta càrrega d'intemporalitat i ambigüitat. Utilitza la fotografia per la seva capacitat de capturar l'instant, de transformar el record. No li preocupa la seva qualitat, i no la realitza en el sentit que fa l'escultura, sovint literalment.
En les seves exposicions, Vieta no es limita a penjar les seves fotografies, sinó que les instal·la. Crea en elles un espai habitable per a l'espectador, ja que li interessa forçar un moviment per crear un recorregut espacial i temporal del qual sorgeix un diàleg amb l'obra, i en molts casos incorpora elements escultòrics. A més, sovint retro-il·lumina les seves fotografies amb llum natural artificial.
Ella actua en el camp de la realitat i la reprodueix. La seva obra està íntimament lligada a la seva vida, la seva pell s'identifica amb les superfícies i el seu cos -o el cos d'altres dones- amb les formes i els volums. Cadascuna de les obres és un canvi de direcció que sobrepassa fent desaparèixer el que és totalment personal i autobiogràfic. La seva obra pretén actuar en la realitat i no en l'àmbit de la representació, per aquest motiu escull l'escultura. Es caracteritza per la fragilitat de les seves peces treballades tant amb parafina com amb bronze o ferro.
L'obra de Mayte Vieta esta plena de referències perpètues a la naturalesa. No obstant, sobre aquests paisatges naturals existeix una tensió contínua, mai explícita però que acaba establint-se com a centre de les obres; tant de la fotografia com de l'escultòrica. Tant les imatges captades com les figures tridimensionals posseeixen una aparença inicial estàtica però tot i això són elements que mostren la natura en trànsit, mai quieta, és a dir, en una constant metamorfosi.

## Exposicions rellevants
- 1997 - Propuesta para un recuerdo, Museu d'Art de Girona. Comissària: Glòria Bosch
- 1999 — Silencio, Metrònom, Barcelona (catàleg)
- 2001   “Le toit du monde”, Centre Multidisciplinari per a la Cultura, Vevey, Suïssa. Comissàri: Sigismond de Vajay (catàleg)
- 2006 La fragilitat del món, cendres, Tinglado 2, Tarragona. Comissària: Chantal Grande (catàleg)
- 2006 — La bise Noire. Biennal de fotografía Xavier Miserachs. Can Mario, Fundació Vila Casas. Palafrugell, Girona.
- 2007 — Al otro lado. Sala de Cultura Carlos III, Universidad de Navarra. Pamplona
- 2009 — Cossos de llum -Espai 13, Fundació Joan Miró. La projecció d'imatges en moviment de cossos femenins flotants constutuïa l'eix de l'espai que Vieta va compondre a l'Espai 13, dins de les vies que fan del vídeo un espai imaginari per a una fenomenologia del cos regida per les emocions.[3]

- 2011 — La mirada transparente. Galería Maior, Palma.
- 2012  —  Paysages oubliés, Nocturna, Genev’Artspace, Ginebra, Suïssa
- 2014  — Cycle, Espai Volart 2, Fundació Vila Casas,[11] Barcelona (catàleg)